# Microdesmus
Microdesmus es un género de peces de la familia Microdesmidae, del orden Perciformes. Este género marino fue descrito científicamente en 1864 por Albert Günther.

## Especies
Especies reconocidas del género:
- Microdesmus aethiopicus (Chabanaud, 1927)
- Microdesmus affinis Meek & Hildebrand, 1928
- Microdesmus africanus C. E. Dawson, 1979
- Microdesmus bahianus C. E. Dawson, 1973
- Microdesmus carri C. R. Gilbert, 1966
- Microdesmus dipus Günther, 1864
- Microdesmus dorsipunctatus C. E. Dawson, 1968
- Microdesmus hildebrandi Reid, 1936
- Microdesmus intermedius Meek & Hildebrand, 1928
- Microdesmus knappi C. E. Dawson, 1972
- Microdesmus lanceolatus C. E. Dawson, 1962
- Microdesmus longipinnis (Weymouth, 1910)
- Microdesmus luscus C. E. Dawson, 1977
- Microdesmus multiradiatus Meek & Hildebrand, 1928
- Microdesmus retropinnis D. S. Jordan & C. H. Gilbert, 1882
- Microdesmus suttkusi C. R. Gilbert, 1966